# Свай Риенг (провинция)
Свай Риенг (на кхмерски: ស្វាយរៀង) е една от двайсетте провинции в Камбоджа. На северозапад и на запад граничи с провинция Прей Венг, а на юг, североизток и изток граничи само с Виетнам.
Територията на провинцията е обградена от три страни от Виетнам, образувайки така наречения Клюн на папагала.
Според преброяване от 2019 г. населението на провинцията е 524 554 души.

## Административно деление
Провинция Свай Риенг се състои от един самостоятелен град-административен център Свай Риенг и от 7 окръга, които от своя страна се делят на 80 комуни, в които влизат общо 690 села.
| ISO код | Окръг (на кхмерски) | Окръг       |
| ------- | ------------------- | ----------- |
| 2001    | ចន្រ្ទា                | Тантхреа    |
| 2002    | កំពង់រោទ៍               | Кампонг Роу |
| 2003    | រំដួល                 | Ромдоул     |
| 2004    | រមាសហែក               | Ромеас Хаек |
| 2005    | ស្វាយជ្រំ               | Свай Тром   |
| 2006    | ស្វាយរៀង               | Свай Риенг  |
| 2007    | ស្វាយទៀប               | Свай Тхаеб  |